# Dolné Zahorany
Dolné Zahorany este o comună slovacă, aflată în districtul Rimavská Sobota din regiunea Banská Bystrica. Localitatea se află la altitudinea de 252 m deasupra n.m., se întinde pe o suprafață de 6,39 km2 și în 2017 număra 182 de locuitori.

## Istoric
Localitatea Dolné Zahorany este atestată documentar din 1341.

## Demografie
| An:                | 1994 | 2004   | 2014   | 2024   |
| ------------------ | ---- | ------ | ------ | ------ |
| Număr de persoane: | 218  | 208    | 189    | 175    |
| Diferență:         |      | −4,58% | −9,13% | −7,40% |

| An:                | 2023 | 2024   |
| ------------------ | ---- | ------ |
| Număr de persoane: | 174  | 175    |
| Diferență:         |      | +0,57% |